# Kraake
Kraake je česká blackmetalová kapela ze Severních Čech založená v roce 2011 kytaristou s pseudonymem Alastor. Krátce poté se k němu přidala zpěvačka Valfarin a později baskytarista Ilfiren. Název Kraake vychází z norského slova Kråke (vrána).
V roce 2013 vyšlo první demo a v roce 2016 debutové studiové album s názvem Fram.

## Diskografie
Dema
- Demo (2013)

Studiová alba
- Fram (2016)
- Sonog (2023)